# Cephalanthera kotschyana
Cephalanthera kotschyana là một loài thực vật có hoa trong họ Lan. Loài này được Renz & Taubenheim mô tả khoa học đầu tiên năm 1980.